# Джек Девайн
Джек Девайн (англ. Jack Devine) — ветеран Центрального розвідувального управління (ЦРУ) та Президент та партнер «The Arkin Group».
Діяльність Девайна в ЦРУ охоплювала період з кінця 1960-х до початку 1990-х років, включаючи падіння президента Сальвадора Альєнде в Чилі в 1973 році, справу Іран-контрас в середині 1980-х років і боротьбу за виведення радянських військ з Афганістану в кінці 1980-х років. Девайн пішов у відставку після того, як він був помічником заступника директора та виконуючим обов'язки заступника директора ЦРУ з операцій. Його повноваження на цій посаді включали нагляд над тисячами співробітників ЦРУ, які брали участь у таємних місіях по всьому світу.

## Біографія
Девайн почав службу в ЦРУ в 1967 році, після того, як його дружина дала йому книгу про ЦРУ і його роль в національній безпеці США. Девайн пройшов навчання на «Фермі» та інших шпигунських і напіввійськових курсах. На своєму першому завданні в штаб-квартирі він працював в якості «аналітика документів», і жив поруч з Олдрічем «Ріком» Еймсом, який пізніше став шпигуном для Радянського Союзу. Еймс пізніше з'явиться в якості підозрюваного при полюванні на крота в Управлінні.
Його перше закордонне завдання відбулося в Сантьяго, Чилі, у серпні 1971 року. Девайн вивчив всі можливості вербування та проводив таємні операції в період, що передував чилійському державному перевороту 1973 року.
Його служба в Афганській цільовій групі, можливо, була вершиною його різноманітної кар'єри і поставила його на чолі найбільшої таємної операції часів Холодної війни. Девайн замінив Гаста Авракотоса, начальника південноазійської оперативної групи, зображеного актором Філіпом Сеймуром Хоффманом у фільмі 2007 року «Війна Чарлі Вілсона», і успадкував програму, котра спрямовувала сотні мільйонів доларів афганським моджахедам. Саме під час служби Девайна ЦРУ втричі збільшило підтримку моджахедів і прийняло важливе рішення поставити їм зенітні ракети «FIM-92 Stinger», вироблені в США, що в кінцевому підсумку змінило хід війни і форсувало виведення радянських військ з Афганістану. На той час, коли Девайн покинув Спеціальну групу в зв'язку з призначенням в на пост Глави резидентури в Римі, війна наближалася до завершення.
У 90-х роках Девайн керував Центром боротьби з наркотиками і Латиноамериканським відділом в ЦРУ і контролював операцію, в результаті якої в 1993 році був захоплений Пабло Ескобар. Він також очолював підрозділ під час військової інтервенції в Гаїті на початку 1990-х років і згодом був призначений помічником заступника директора та виконуючим обов'язки заступника директора ЦРУ з операцій. Девайн пішов у відставку з ЦРУ в 1999 році, після 32 років служби, і пішов у приватний сектор, де він об'єднав свої сили з адвокатом судових процесів в Нью-Йорку Стенлі Аркіном. Протягом останніх 18 років разом вони надавали високоякісні консалтингові послуги, а також складні міжнародні розвідувальні і слідчі послуги.
Девайн був нагороджений медаллю Управління за видатні заслуги в розвідці і декількома почесними нагородами. Він визнаний експерт в питаннях розвідки, а також писав незалежні коментарі й статті для Washington Post, Financial Times, Miami Herald і World Policy Journal. Він також був гостем на каналах CBS, NBC, MSNBC, Fox News, а також на каналах Історія і Діскавері, PBS і ABC Radio. 13 червня 2014 року, виступаючи в Макліні, штат Вірджинія, перед колишніми співробітниками розвідки, він передбачив ймовірний поділ Іраку і подальші проблеми в Афганістані та Україні.
У грудні 2018 року Девайн відвідав Київ і представив свою книгу «Вдале полювання». 13 грудня 2018 року Девайн нагороджений Філаретом (Денисенком) орденом Святого Андрія Первозванного «за підтримку незалежності України та створення помісної Української православної церкви».
В березні 2021 року в Америці вийшла книга Девайна Spymaster's Prism: The Fight against Russian Aggression, видавництво Potomac Books.

## Особисте життя
Девайн проживає в Нью-Йорку і є членом Ради з міжнародних відносин. Він говорить іспанською та італійською мовами. У 2011 році Девайн, який в студентські роки працював рятувальником на океані в Північному Вайлдвуді, штат Нью-Джерсі, приєднався до команди випускників Південного Джерсі, щоб взяти участь в Національному чемпіонаті рятувальників Сполучених Штатів, що проводиться в Кейп-Мей, Нью Джерсі. Беручи участь у змаганнях з іншим пенсіонером ЦРУ, Джимом Кемпбеллом, який був запасним гребцем в американській олімпійській збірній США в 1962 році, Девайн і Кемпбелл виграли бронзову медаль в турнірі з серфінгу для двійок в категорії 65-69. Повернувшись до змагань в 2012 році, Девайн знову змагається і виграв золото в дивізіоні 70-74.